# Askeryds församling
Askeryds församling är en församling i Aneby pastorat i Smålandsbygdens kontrakt i Linköpings stift. Församlingen ligger i Aneby kommun i Jönköpings län.
Församlingskyrka är Askeryds kyrka.

## Administrativ historik
Församlingen har medeltida ursprung
Församlingen var till 1941 moderförsamling i pastoratet Askeryd och Bredestad. Från 1941 var denna församling annexförsamling i pastoratet Bredestad, Askeryd och Marbäck som 1962 utökades med Bälaryds och Frinnaryds församlingar och sedan 1998 utökades med Lommaryds, Vireda och Haurida församlingar. 1 januari 2006 uppgick Bredestads, Bälaryds och Marbäcks församlingar i Aneby församling. som samtidigt blev moderförsamling i pastoratet.

## Kyrkoherdar
Lista över kyrkoherdar i Askeryds församling.
| Ämbetstid | Namn                        | Levnadstid | Övrigt                                    |
| --------- | --------------------------- | ---------- | ----------------------------------------- |
| 1388–1409 | Folko Petri                 | –1409      |                                           |
| 1464      | Nicolaus (Nighilz) Erici    |            |                                           |
| 1524      | Nicolaus                    |            |                                           |
| 1556      | Gotfridus Andreae           |            |                                           |
| 1573–1600 | Jonas Laurentii             | –1600      |                                           |
| 1602–1623 | Laurentius Jonae            | –1623      |                                           |
| 1638–     | Haquinus Nicolai            | –1650      |                                           |
| –1648     | Jonas Hemmingi              | –1648      |                                           |
| 1657–1661 | Petrus Svenonis Luth        | –1661      |                                           |
| 1662–1689 | Petrus Svenonis Wadstenius  | 1627–1689  |                                           |
| 1690–1703 | Magnus Olavi Reuselius      | 1634–1703  |                                           |
| 1704–1712 | Petrus Petri Wigius         | 1665–1712  |                                           |
| 1713–1719 | Johannes Benedictus Hjort   | –1719      |                                           |
| 1721–1741 | Johannis Petri Kjersell     | –1741      |                                           |
| 1742–1764 | Jöns Meurling               | 1703–1778  | Senare kyrkoherde i Stora Åby församling. |
| 1765–1774 | Christianus Julius Bohnsack | 1730–1774  |                                           |
| 1775–1783 | Magnus Constans Pontin      | 1726–1797  | Senare kyrkoherde i Torpa församling.     |
| 1784–1809 | Daniel Cnattingius          | 1747–1809  |                                           |
| 1810–1816 | Gustafvus Wulff             | 1703–1816  |                                           |
| 1817–1819 | Daniel Luthander            | 1766–1819  |                                           |
| 1820–1849 | Samuel Johan Hedborn        | 1783–1849  | Kontraktsprost.                           |

## Klockare, kantor och organister
| Ämbetstid | Namn                   | Levnadstid | Övrigt                |
| --------- | ---------------------- | ---------- | --------------------- |
| 1709      | Anders                 |            | Klockare              |
| 1766-1791 | Per Samuelsson         | 1725-      | Klockare              |
| 1766-1783 | Daniel Hörberg         | 1743-      | Organist och klockare |
| 1784-1806 | Anders Hesselgren      | 1762-      | Organist och klockare |
| 1801-1806 | Carl Gustaf Pettersson | 1766-      | Klockare (vikarie)    |
| 1811-1837 | Per Daniel Andersson   | 1788-1837  | Klockare och organist |
| 1837-1838 | Anders Persson         | 1755-      | Klockare och organist |
| 1838-1845 | Carl Johan Carlsson    | 1813-      | Klockare och organist |
| 1858-1896 | Per Gustaf Frieman     | 1822-      | Klockare och organist |